# Списък на древногръцките тирани
Това е списък на тираните в Древна Гърция.

## Агригент(Акрагент)
- Фаларис, 570-554 пр.н.е.
- Терон, 488-472 пр.н.е.

## Атарней
- Хермий

## Атина
- Пизистрат, 561 пр.н.е., 559-556 пр.н.е. и 546-528 пр.н.е.
- Хипарх (527-514 пр.н.е.) и Хипий (527-510 пр.н.е.), синове на Пизистрат
- Терамен, Критий и Харикъл, (от Тридесет тирани)

## Аргос
- Фидон, ок. 650 пр.н.е.
- Перилай, ок. 546 пр.н.е.
- Архин, ок. 395 пр.н.е.
- Аристип I, след. 272 пр.н.е.
- Аристомах Стари, преди 250 до 240 пр.н.е. (убит)
- Аристип Аргоски, 240 до 235 пр.н.е. (загинал в бой)
- Аристомах Млади, 235 до 229 пр.н.е. (абдикирал) след това 224 до 223 пр.н.е. (измъчван и убит)

## Византион
- Клеарх от Спарта, 5 век пр.н.е.

## Коринт
- Кипсел, 7 век пр.н.е.
- Периандър, син на Cypselus
- Псаметих, племенник на Периандър

## Кипър
- Nicocreon

## Ефес
- Атенагор, 6 век пр.н.е.
- Питагор, 6 век пр.н.е.
- Пиндар, ок. 560 пр.н.е.
- Аристарх, ок. 545-540 пр.н.е.
- Песикъл, 540-530 пр.н.е.
- Афинагор, ок. 530 пр.н.е.
- Комас, ок. 530 пр.н.е.
- Фан
- Меланком, ок. 500 пр.н.е.
- Хегезий, 4 век пр.н.е.
- Сирпакс, до 334 пр.н.е.
- Меланком II, ок. 214 пр.н.е.

## Гела
- Клеандър, 505-498 пр.н.е.
- Хипократ, 498-491 пр.н.е.
- Гелон, 491-485 пр.н.е.
- Хирон I, 485-466 пр.н.е.
- Полизал, ок. 476 пр.н.е.

## Хераклея Понтика
- Клеарх
- Тимотей
- Дионисий
- Оксиатър

## Халикарнас
- Артемизия I от Кария, 5 век пр.н.е.

## Катане
- Еварх, 729 пр.н.е.-?
- Диномен, 470-465 пр.н.е.
- Мамерк, 335-338 пр.н.е.

## Мегара
- Теаген, 7 век пр.н.е.

## Милет
- Amphitres, края на 8 или 7 век пр.н.е.
- Трасибул, 7 век пр.н.е.
- Хистией, 6 век пр.н.е.
- Аристагор, 6 век пр.н.е.
- Тоант, 6 век пр.н.е.
- Дамазанор, 6 век пр.н.е.
- Тимарх, 3 век пр.н.е.

## Митилена
- Меландър, края на 7 век пр.н.е.
- Мирсилий, края на 7 век пр.н.е., (Алкей го сваля)
- Коет, 5 век пр.н.е.

## Наксос
- Лигдамид, 6 век пр.н.е.

## Пелена
- Херон

## Фере
- Ясон, 370 пр.н.е.
- Александър, син на Jason, 369-358 пр.н.е.

## Региум
- Анаксилай 494-474 пр.н.е.

## Самос
- Демотел, 7 век пр.н.е.
- Силосон, 6 век пр.н.е.
- Поликрат, 535-515 пр.н.е.
- Дурис, 4 век пр.н.е.

## Сикион
- Ортагор, 676 пр.н.е.
- Мирон I
- Аристоним
- Мирон II и Изодем, ок. 600 пр.н.е.
- Клистен, 600 – 560 пр.н.е.
- Есхин, ок. 510 пр.н.е.
- Евфрон, 368-366 пр.н.е.
- Аристрат, ок. 340 пр.н.е.
- Епихар, ок. 340 пр.н.е.
- Кратезиполида, 314-308 пр.н.е.
- Клеон, 300-280 пр.н.е.
- Евтидем, ок. 280-270 пр.н.е.
- Тимоклеид, ок. 280-270 пр.н.е.
- Абантид, 264-252 пр.н.е.
- Пасей, 252-251 пр.н.е.
- Никокъл, 251 пр.н.е.

## Сиракуза
- Гелон, 491-478 пр.н.е.
- Хиерон I, 478-466 пр.н.е.
- Трасибул, 466-465 пр.н.е.
- Дионисий Стари, 405-367 пр.н.е.
- Дионисий Млади, 367-356 пр.н.е. и 347-344 пр.н.е.
- Дион, 356-347 пр.н.е.
- Низей, 350-346 пр.н.е.
- Тимолеон, 345-337 пр.н.е.
- Агатокъл, 317-289 пр.н.е.
- Хикет, 289-280 пр.н.е.
- Тоинон, 280 пр.н.е.
- Созистрат, 280-277 пр.н.е.
- Хиерон II, 275-215 пр.н.е.
- Гелон II, 240-216 пр.н.е.
- Йероним, 215-214 пр.н.е.
- Адранодор, 214-212 пр.н.е.
- Хипократ, 213-212 пр.н.е.
- Епикид, 213-212 пр.н.е.